# 海伦·马洛里斯
海伦·马洛里斯（英語：Helen Maroulis，1991年9月19日—），美国女子摔跤运动员，2016年夏季奥林匹克运动会女子自由式53公斤级金牌得主、2020年夏季奥林匹克运动会女子自由式53公斤级铜牌得主、2024年夏季奥林匹克运动会女子自由式53公斤级铜牌得主。